# Дубровка (Сметанинское сельское поселение)
Дубровка — деревня в Смоленском районе Смоленской области России. Входит в состав Сметанинского сельского поселения. По состоянию на 2007 год постоянного населения не имеет. В 2014 году все строения деревни Дубровка были уничтожены пожаром. 
Расположена в западной части области в 27 км к западу от Смоленска, в 4,5 км севернее автодороги М1 «Беларусь». В 2 км западнее деревни расположена железнодорожная станция Лелеквинская на линии Смоленск — Витебск. 

## История
В годы Великой Отечественной войны деревня была оккупирована гитлеровскими войсками в июле 1941 года, освобождена в сентябре 1943 года. 